# Sanasar Oganisijan
Sanasar Oganisjan, född den 5 februari 1960 i Moskva, Ryssland, är en sovjetisk brottare som tog OS-guld i lätt tungviktsbrottning i fristilsklassen 1980 i Moskva. Han har armeniskt ursprung. 